# فريد براون (كرة سلة)
فريد براون (بالإنجليزية: Fred Brown)‏ مواليد 7 أغسطس 1948 في ميلواكي، هو لاعب كرة سلة أمريكي سابق. بدأ مسيرته الاحترافية في سنة 1971. تم اختياره من قبل فريق سياتل سوبرسونيكس خلال الدرافت. حمل الرقم 32. يبلغ طوله 6 قدم 3 بوصة (1.9 م). اعتزل اللعب في 1984.

## روابط خارجية
- فريد براون على موقع إن بي أي (الإنجليزية)
- فريد براون على موقع سبورتس رفرنس (الإنجليزية)
- فريد براون على موقع كلية كرة السلة في سبورتس رفرنس.كوم (الإنجليزية)
- فريد براون على موقع ريلجم (الإنجليزية)
- فريد براون على موقع بروبوليرز (الإنجليزية)
- فريد براون على موقع قاعة آيوا للمشاهير الرياضية (الإنجليزية)